# Dennis Weaver
William Dennis Weaver (Joplin, 4 de junho de 1924 — Ridgway, 24 de fevereiro de 2006) foi um ator dos Estados Unidos, ganhador do prêmio Emmy e conhecido por seus trabalhos na televisão. Ficou famoso por participar do filme Duel de Steven Spielberg em 1971.
Foi vegetariano e membro da Self-Realization Fellowship, organização religiosa fundada por Paramahansa Yogananda em 1920 para difundir os ensinamentos universais da milenar ciência sagrada proveniente da Índia.